# Rubécourt-et-Lamécourt
Rubécourt-et-Lamécourt är en kommun i departementet Ardennes i regionen Grand Est (tidigare regionen Champagne-Ardenne) i nordöstra Frankrike. Kommunen ligger  i kantonen Sedan-Est som ligger i arrondissementet Sedan. År 2018 hade Rubécourt-et-Lamécourt 151 invånare.

## Befolkningsutveckling
Antalet invånare i kommunen Rubécourt-et-Lamécourt
Referens: INSEE